# Tok (Samara)
Der Tok (russisch Ток) ist ein rechter Nebenfluss der Samara im Südosten des europäischen Russlands.

## Verlauf
Der Tok entspringt im Osten der Oblast Orenburg im Höhenzug Obschtschi Syrt nahe der Grenze zu Baschkortostan. Zunächst fließt er nach Nordwesten. Nach der Einmündung der Molotschai wendet er sich nach Westen und fließt in sanften Windungen durch stark landwirtschaftlich genutztes Gebiet. Auf seinem gesamten Lauf nimmt der Tok zahlreiche kleinere Steppenflüsse auf. Wenige Kilometer östlich der Stadt Busuluk mündet der Fluss schließlich in die Samara.
Der Tok ist meist von Mitte November bis in den April gefroren. Wegen der geringen Wasserführung ist er für die Schifffahrt ungeeignet.